# ロバート・ウッズ・ブリス

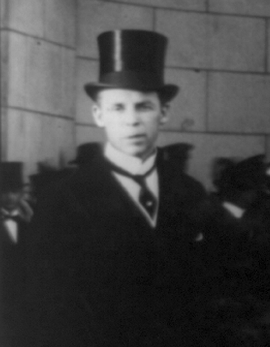
ロバート・ウッズ・ブリス

ロバート・ウッズ・ブリス（Robert Woods Bliss, 1875年8月5日 - 1962年4月19日）は、アメリカ合衆国の外交官、政治家。

## 生い立ちと家族
1875年8月5日、ブリスはミズーリ州セントルイスにおいて、弁護士ウィリアム・ヘンリー・ブリス (William Henry Bliss) とアニー・ルイーズ・ウッズ (Annie Louise Woods) の息子として誕生した。バージニア州、ミネソタ州、マサチューセッツ州の私立学校で学び、次いで1896年にハーバード大学に入学し、1900年に卒業し学士号を取得した。
1908年4月14日、ブリスはニューヨークのブルックリンにおいて、ミルドレッド・バーンズ (Mildred Barnes) と結婚した。

## 外交職員として
ブリスはハーバード大学卒業後、合衆国が統治するプエルトリコ政府で事務官となった。その後1901年から1903年まで、プエルトリコ総督ウィリアム・ヘンリー・ハントの個人秘書を務めた。1903年に国務省の採用試験を通過すると、イタリアのヴェネツィアに領事として配属された。
1904年、ロシア帝国のサンクトペテルブルク大使館で二等書記官となり、1907年1月まで駐在した。その後1907年から1909年までベルギーのブリュッセル公使館で書記官を、1909年から1912年までアルゼンチンのブエノスアイレス公使館で書記官を務め、1912年から1916年までフランスのパリ大使館で書記官を務めた。1916年から1920年までフランスのパリ大使館で参事官を務めた。また1918年、オランダのハーグ公使館で臨時の代理公使も務めた。

## 国務省での活動
1920年、ブリスはワシントンD.C.に呼び戻され、国務省の西ヨーロッパ担当部で部長に就任した。1921年3月、ウォレン・ハーディング大統領から第三国務次官補に任命された。1921年から1922年にかけてのワシントン会議において議定書の管理を担当し、また外交団による調査委員会の議長も務めた。
1923年1月30日、ブリスはハーディング大統領から駐スウェーデン公使に任命された。スウェーデンのストックホルムに赴き、1923年8月8日に信任状を奉呈して着任した。1927年3月15日に同公使を退任した。1927年2月17日、カルビン・クーリッジ大統領から駐アルゼンチン大使に任命された。ブリスはアルゼンチンのブエノスアイレスに赴き、1927年9月9日に信任状を奉呈した。1933年4月29日に同大使を退任し、合衆国に帰国した。

## 晩年
ブリスは合衆国に帰国後、国務省を離れ、ワシントンD.C.のダンバートン・オークスに隠居した。1939年、ハーバード大学の監督委員会の委員に選任され、1945年まで同委員を務めた。1940年に居住地をカリフォルニア州サンタバーバラのカサドリンダに移し、それまで居住していたダンバートン・オークスの土地をハーバード大学に寄付した。1942年、ワシントンD.C.に戻り、Q番街28丁目に居住した。
1942年、ブリスは国務省文化関係部の顧問となり、1944年に国務長官の特別補佐となった。そして1945年、公職を退いた。1951年、ハーバード大学から名誉芸術博士を授与された。
1962年4月19日、ブリスはワシントンD.C.の自邸で死去した。彼の遺体はワシントンD.C.のダンバートン・オークスに埋葬された。